# Зоологическая улица (Сестрорецк)
Зоологи́ческая у́лица — улица в городе Сестрорецке Курортного района Санкт-Петербурга. Проходит из-за Никитинской улицы до Морской улицы.
Название известно с 1898 года. Дано, вероятно, по аналогии с соседней Ботанической улицей.

## Застройка
- № 19 — жилой дом (1917[2])

## Перекрёстки
- Безымянный проезд
- Никитинская улица
- Морская улица